# Campeonato Paulista de Futebol de 1994 - Série A3
O Campeonato Paulista de Futebol de 1994 - Série A3 foi a 41.ª edição da competição de futebol de São Paulo, equivaleu ao terceiro nível do futebol do estado.

## Participantes
| - Atlético Sorocaba (Sorocaba) - Bandeirante (Birigüi) - Barretos (Barretos) - Central Brasileira (Espírito Santo do Pinhal) - Corinthians (Presidente Prudente) - Francana (Franca) - Independente (Limeira) - Mirassol (Mirassol) - Nacional (São Paulo) | - Paulista (Jundiaí) - Portuguesa Santista (Santos) - Rio Preto (São José do Rio Preto) - São Bento (Sorocaba) - São Bernardo (São Bernardo do Campo) - Tanabi (Tanabi) - Taubaté (Taubaté) - União Barbarense (Santa Bárbara d'Oeste) - União Mogi (Mogi das Cruzes) |

## Classificação
| Série A3 | Série A3                            | Série A3 | Série A3 | Série A3 | Série A3 | Série A3 | Série A3 | Série A3 | Série A3 | Série A3 | Série A3 | Série A3 |
| Time | Time                                | Pts      | J        | V        | E        | D        | GP       | GC       | SG       |          |          |          |
| --- | ----------------------------------- | -------- | -------- | -------- | -------- | -------- | -------- | -------- | -------- | -------- | -------- | -------- |
| 1 | Nacional                            | 42       | 34       | 15       | 12       | 7        | 55       | 46       | 9        |          |          |          |
| 2 | Rio Preto                           | 42       | 34       | 14       | 14       | 6        | 49       | 30       | 19       |          |          |          |
| 3 | Portuguesa Santista                 | 40       | 34       | 14       | 12       | 8        | 49       | 34       | 15       |          |          |          |
| 4 | Atlético Sorocaba                   | 39       | 34       | 13       | 13       | 8        | 55       | 41       | 14       |          |          |          |
| 5 | Central Brasileira                  | 39       | 34       | 12       | 15       | 7        | 44       | 35       | 9        |          |          |          |
| 6 | Barretos                            | 37       | 33       | 12       | 13       | 9        | 34       | 44       | 10       |          |          |          |
| 7 | União Mogi                          | 37       | 33       | 11       | 15       | 8        | 31       | 31       | 0        |          |          |          |
| 8 | Mirassol                            | 36       | 34       | 10       | 16       | 8        | 36       | 33       | 3        |          |          |          |
| 9 | Taubaté                             | 35       | 34       | 13       | 8        | 12       | 53       | 42       | 11       |          |          |          |
| 10 | União Barbarense                    | 34       | 34       | 16       | 6        | 14       | 49       | 43       | 6        |          |          |          |
| 11 | Bandeirante                         | 34       | 34       | 10       | 14       | 10       | 30       | 30       | 0        |          |          |          |
| 12 | Paulista                            | 34       | 34       | 10       | 14       | 10       | 44       | 46       | -2       |          |          |          |
| 13 | Francana                            | 33       | 34       | 11       | 11       | 12       | 39       | 38       | 1        |          |          |          |
| 14 | São Bento*                          | 33       | 34       | 7        | 17       | 9        | 29       | 35       | -6       |          |          |          |
| 15 | Corinthians de Presidente Prudente* | 32       | 34       | 11       | 10       | 13       | 43       | 51       | -8       |          |          |          |
| 16 | Tanabi                              | 25       | 34       | 9        | 7        | 18       | 36       | 59       | -23      |          |          |          |
| 17 | Independente                        | 24       | 34       | 6        | 12       | 16       | 33       | 54       | -18      |          |          |          |
| 18 | São Bernardo                        | 16       | 34       | 4        | 8        | 22       | 28       | 68       | -40      |          |          |          |
| Pts – Pontos ganhos; J – Jogos; V - Vitórias; E - Empates; D - Derrotas; GP – Gols pró; GC – Gols contra; SG – Saldo de gols; |                                     |          |          |          |          |          |          |          |          |          |          |          |

|  |                          |
|  | Promoção a Série A2.     |
|  | Rebaixamento a Série B1. |

- * O São Bento e o Corinthians de Presidente Prudente não foram rebaixados devido ao Monte Azul e a Inter de Bebedouro não atenderem aos requisitos de capacidade de estádio para a disputa da A3 1995.

## Premiação
| Campeonato Paulista de 1994 - Série A3 |
| -------------------------------------- |
| Nacional Campeão (1º título)           |